# Контуганово
Контуга́ново (рос. Контуганово) — присілок у складі Нижньосергинського району Свердловської області. Входить до складу Кленовського сільського оселення.
Населення — 214 осіб (2010, 260 у 2002).
Національний склад станом на 2002 рік: татари — 95 %.